# Nagymesteri Palota (Valletta)
A Nagymesteri Palota (máltaiul: Il-Palazz tal-Granmastru), hivatalos nevén A Palota (Il-Palazz) Málta fővárosának, Vallettának a történelmi központjában található. A 16. és a 18. század között épült a Máltát 1530 és 1798 között uraló máltai lovagrend nagymesterének palotájaként, és Magiszteri palotaként (Palazz Maġisterjali) is ismert. Amikor a lovagokat a napóleoni Franciaország kiűzte, a palota a Nemzeti Palota nevet kapta. Az 1800-ban kezdődő brit uralom idején a Kormányzói Palota (Palazz tal-Gvernatur) volt.
A palota a monarchiát és a királynőt képviselő különböző kormányzók, valamint magának a királyi családnak a rezidenciája lett. Hivatalos királyi lakhelyként a brit uralkodók gyakran használták a Máltán való tartózkodásuk során a fontosabb eseményekre.
A palota 2025-ben a máltai elnöki hivatalnak ad otthont. Emellett 1921-től 2015-ig a máltai parlament székhelye is volt. Az épület egy része, nevezetesen a palota állami szobái és a palota fegyvertára múzeumként látogatható, amelyet a máltai örökségvédelmi hivatal (Heritage Malta) működtet. Az épületben nagyszabású felújítási projektet hajtottak végre, amelyet követően 2024. január 12-én adták át a 40 millió euróból megújult épületegyüttest. A Nagymesteri Palota 1980 óta Valletta egész történelmi városával együtt az UNESCO világörökség része.

## Fekvése
A Nagymesteri Palota egy háztömböt foglal el Valletta központjában, és ez az erődváros legnagyobb palotája. Főhomlokzata a Szent György téren (máltaiul: Misraħ San Ġorġ), a Köztársaság utca (Triq ir-Repubblika) mentén, a Főőrséggel szemben magasodik. A palotát az Érsek utca (Triq l-Arċisqof), a Régi Színház utca (Triq it-Teatru l-Antik) és a Kereskedők utcája (Triq il-Merkanti) is határolja.

## Története

### A lovagok uralma alatt
Amikor a Jeruzsálemi Szent János Ispotályos Lovagrend a nagy ostromot követően 1566-ban megalapította az Valletta új városát, az eredeti szándék az volt, hogy a nagymester palotáját a város déli részén, egy magaslaton építik fel (a későbbi Auberge de Castille helyén vagy annak közelében). Valójában a mai Déli utca (Triq in-Nofsinhar) eredetileg Strada del Palazzo néven volt ismert, mivel a palotát itt akarták felépíteni.
A palota helyén eredetileg több épület is állt, köztük Eustachio del Monte lovag 1569-ben épült háza, valamint az 1571 körül épült olasz nyelvűek auberge-e. Mindkét épületet Ġlormu Cassar máltai építész tervei alapján építették.
1571-ben Pierre de Monte nagymester Vallettába tette át a rend székhelyét, és az unokaöccse, Eustachio del Monte házában lakott. A rend tanácsa később megvásárolta a házat, és 1574-ben elkezdték a nagymester palotájává bővíteni. Ekkorra del Monte már meghalt, és őt Jean de la Cassière követte a nagymesteri székben. 1579-ben az olaszok új auberge-ba költöztek, így az eredeti auberge-t is a palotába építették be. 1579-ben a nagymesteri palota Ġlormu Cassar manierista tervei alapján épült fel.
A palotát a későbbi nagymesterek átalakították és megszépítették, ami barokk jelleget kölcsönzött az épületnek. A főfolyosók mennyezetét 1724-ben, António Manoel de Vilhena magisztrátorsága idején Nicolau Nasoni freskókkal díszítette. 1740-es években Manuel Pinto da Fonseca nagymester jelentős átalakításokat végzett az épületen, és megadta neki a mai formáját. Pinto felújításai közé tartozott a homlokzat díszítése, egy második főbejárat megnyitása és egy óratorony építése az egyik udvaron.

### A francia megszállás
Napóleon hadai az egyiptomi hadjárat nyitányaként 1798 júniusában harc nélkül elfoglalták a szigetet. Málta francia megszállása idején az épület Palais National (Nemzeti Palota) néven vált ismertté. A név a forradalomból eredő francia eszméket tükrözte, és az egész máltai megreformált közigazgatás része volt.

### A brit uralom és a független Málta idején
A Nagymesteri Palota Málta kormányzójának hivatalos rezidenciája lett, miután Málta 1800-ban brit fennhatóság alá került, ezért Kormányzói Palota néven vált ismertté. A brit protektorátus alatt a palota nagymestert kiszolgáló konyháját anglikán kápolnává alakították át. Az 1840-es években a palota kilátóján egy optikai távíró szemaforállomását helyezték el. Az épület egyes részeit, köztük a palota fegyvertárának otthont adó csarnokot a második világháború alatt légibombázás érte, de a károkat később kijavították.
A Nagymesteri Palota 1921-től 2015-ig a máltai parlament székhelye volt. A parlament 1921-től 1976-ig a Gobelinteremben ülésezett, amikor is átköltözött az egykori fegyvertárba. A képviselőház 2015. május 4-én költözött ki a Nagymesteri Palotából az erre a célra épített Parlament Házba. 2017-ben, Málta első európai uniós elnöksége idején a korábbi parlamenti üléstermet használták az Európai Unió Tanácsának üléseihez.
Málta 1964-es függetlenné válását követően az épület Málta főkormányzójának székhelye lett. A hivatal 1974-es létrehozása óta a máltai elnöki hivatalnak ad otthont. Az épület egy része, nevezetesen a palota állami szobái és a palota fegyvertára a Heritage Malta által működtetett múzeumként látogathatóak.
A palota 1925-ben felkerült a műemlékek listájára, jelenleg 1. fokozatú nemzeti műemlék, és szerepel a máltai szigetek kulturális javainak nemzeti jegyzékében is.

## Építészeti jellemzői

### Az épület külseje
A Nagymesteri Palota főhomlokzata az építészére, Cassarra jellemző egyszerű és szigorú manierista stílusban épült. A homlokzat aszimmetrikus az évszázadok során az épületen végrehajtott kiterjedt átalakítások miatt, és a sarkoknál súlyos rusztikával, valamint a tető szintjén megszakítás nélküli párkánnyal rendelkezik. A homlokzaton két főbejárat található, amelyek egy-egy íves ajtónyílásból állnak, ezeket egy-egy díszes portál veszi körül, amelyek nyitott erkélyt tartanak. A főhomlokzat sarkai körül hosszú, zárt fa erkélyek húzódnak. Mind a portálokat, mind az erkélyeket a 18. században építették hozzá a palotához. Az Old Theatre Street-i oldalhomlokzaton egy másodlagos főbejárat található, amely az egyik udvarba vezet. Az épület külsejét eredetileg vörös okker színnel festették be, ezt a lovagrend kifejezetten a középületek jelölésére használta.

### Az épület belseje

#### A termek
A Trónterem (Is-Sala tat-Tron), eredeti nevén a Nagytanács terme (máltaiul: Is-Sala tal-Gran Kunsill, olaszul: Sala del Maggior Consiglio) Jean de la Cassière nagymester regnálása alatt épült. Az egymást követő nagymesterek a termet nagykövetek és magas rangú méltóságok fogadására használták. A brit kormányzás idején a Szent Mihály és Szent György-terem néven vált ismertté, az 1818-ban Máltán és a Jón-szigeteken alapított Szent Mihály és Szent György Lovagrend után. Jelenleg a máltai elnök által tartott állami rendezvények helyszínéül szolgál.
A terem felső részét díszítő falfestményciklus Matteo Perez d'Aleccio műve, és Málta nagy ostromának különböző epizódjait ábrázolja. A győztes véedkezést irányító és az új várost megalapító Jean Parisot de La Valette nagymester címerét a minisztrális galéria mögötti falmélyedésben Giuseppe Calì festette.
1818-ban a britek átalakították a termet, és a falakat teljesen befedték a George Whitmore alezredes által tervezett neoklasszicista építészeti elemekkel. Ezeket a 20. század elején eltávolították. Úgy gondolják, hogy a karnagyok galériáját a palota kápolnájából helyezték át ebbe a terembe, amely valószínűleg az eredeti helye volt. Különösen érdekes az eredeti kazettás mennyezet és a 18. század végi stílusú csillárok.
A többi díszterem a Gobelinterem (Is-Sala tal-Arazzi), az állami étkezőterem (Is-Sala tal-Pranzu), a nagyköveti szoba (Is-Sala tal-Ambaxxaturi) és az udvaroncok váróterme (Is-Sala tal-Paġġi).

#### A fegyvertár
A palota hátsó részében lévő nagy csarnokot 1604-től kezdve fegyvertárként használták. A palotai fegyvertárban található fegyvergyűjteményt „az európai kultúra egyik legértékesebb történelmi emlékének” tartják, annak ellenére, hogy eredeti méretének csak töredéke maradt meg. A fegyvertár számos páncélzatot, ágyút, lőfegyvert, kardot és egyéb fegyvert tartalmaz, köztük néhány nagymester, például Alof de Wignacourt személyes páncélját, valamint az 1565-ös nagy máltai ostrom során zsákmányolt oszmán fegyvereket.
A fegyvertár eredeti termét 1975-76-ban a máltai parlament üléstermévé alakították át, a fegyvergyűjteményt pedig a palota földszintjén lévő két korábbi istállóba helyezték át, ahol ma is található. A fegyvertár 1860 óta múzeumként látogatható. A jelenleg zajló restaurálási munkálatok egy része a palota fegyvertárának eredeti helyére való visszahelyezését is magában foglalja.

### Udvarok
A palota két udvar köré épült, amelyek ma Neptun udvara és Alfréd herceg udvara néven ismertek.
1712-ben Romano Carapecchia tervezte a Perellos-szökőkutat, amely eredetileg a loggiák alatti udvart uralta, de a brit korszak óta a a háttérbe szorította a Neptun-szobor és az udvaron kialakított pompás kert. A Neptun-szobrot valamikor 1858 és 1864 között John Gaspard Le Marchant brit kormányzó utasítására helyezték át, hogy az udvart díszítse, azelőtt korábban a kikötőben lévő szökőkút tetején fogadta a szigetre érkezőket.
A Neptun-udvar egyik folyosójának falán néhány, a rend nagymestereinek címerét tartalmazó faragott címerpajzsot találunk. Ezek korábban a rend néhány épületét díszítették, de a 19. században eltávolították őket. Sir Arthur Lyon Fremantle kormányzó 1897-ben szerezte vissza őket, és „jobb megőrzésük érdekében” az udvaron rögzítették őket, amint azt a címerek alatt elhelyezett márvány emléktábla jelzi.
Az Alfréd herceg udvarában található egy óratorony, amely az úgynevezett mór órát, valamint három másik számlapot tartalmaz. Ezek közül a legnagyobb, alul középen lévő mutatja az órákat, a fölötte lévő a holdfázisokat és a 29 és fél napos holdhónapot, a bal oldali a hónapokat, a jobb pedig a napokat. A szerkezet nevét a torony tetején álló bronz mór figurákról kapta, melyek a kezükben tartott kis pöröllyel szólaltatják meg az időt jelző harangokat. Az órát Gaetano Vella tervezte, és 1745. június 11-én avatták fel, majd 1894-ben Michelangelo Sapiano átalakította a mai formájúra. A helyi hagyomány szerint az óra sokkal régebbi, és a rend 1530-as Máltára érkezésekor hoztak magukkal Rodoszról.

## Galéria

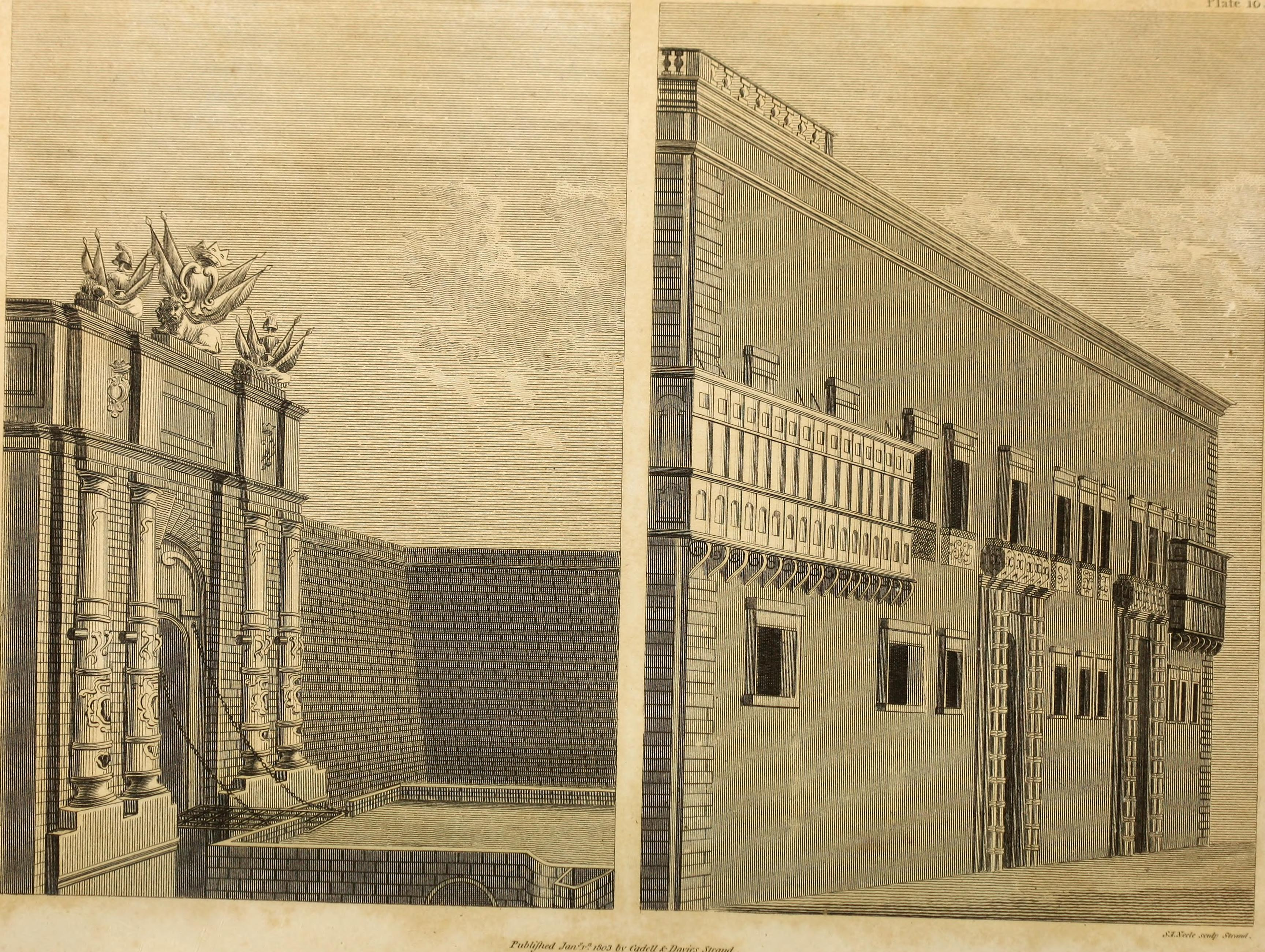
Francia ábrázolása Málta meghódítása után (1803)
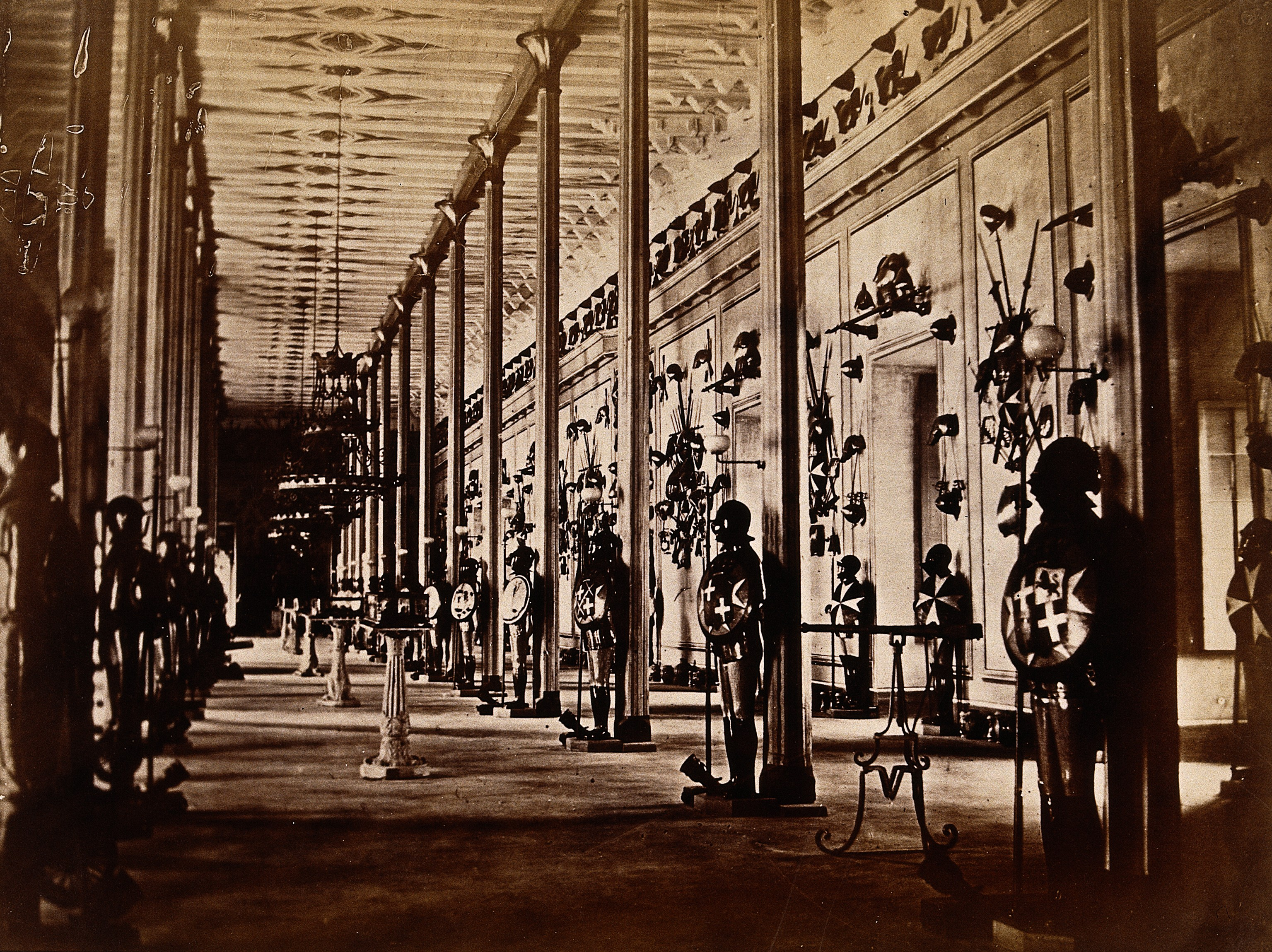
A britek által átépített fegyvertár (19. sz. vége)
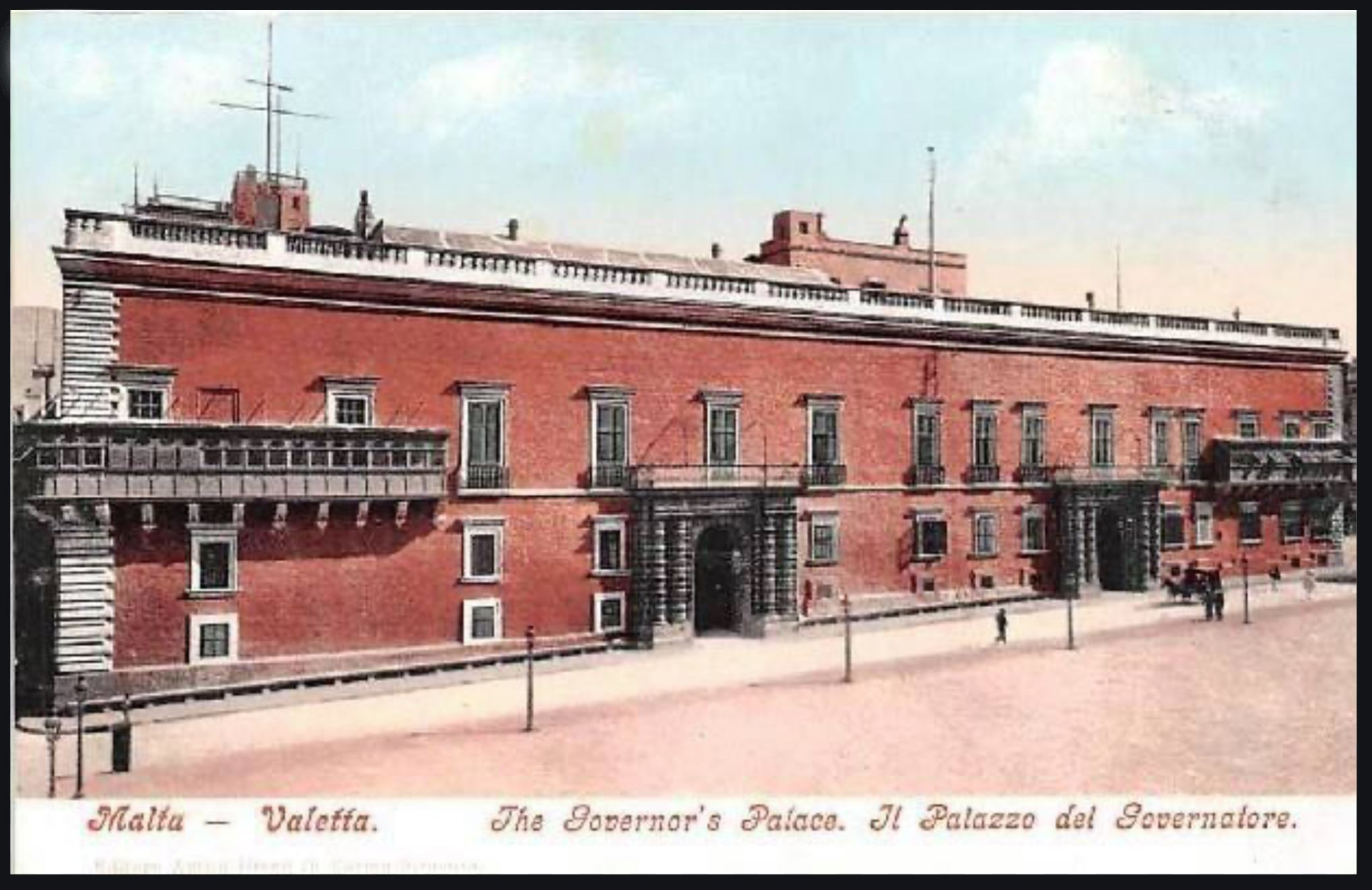
Még eredeti piros festéssel (20. sz. eleje)
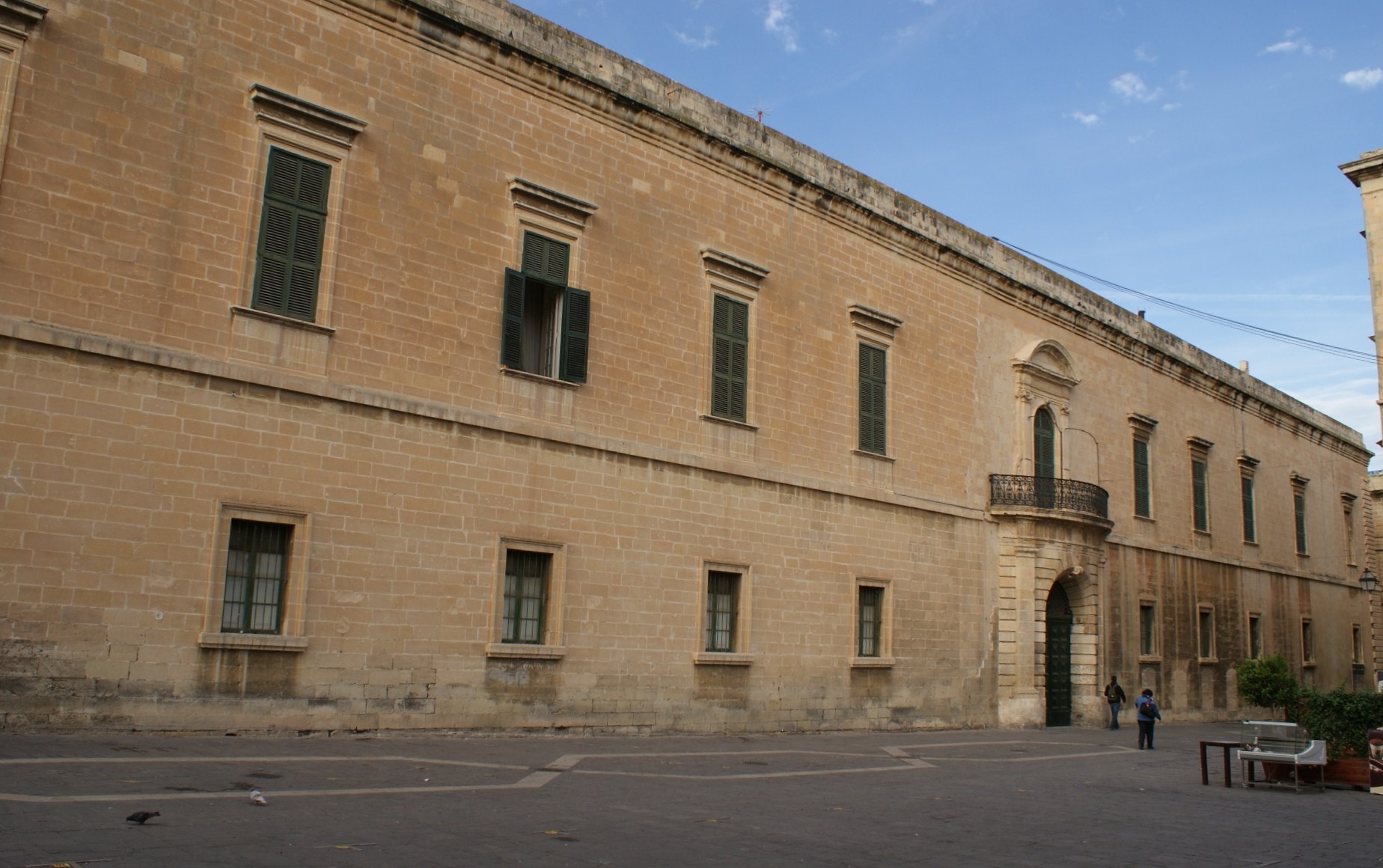
A Kereskedők utcája felőli hátsó homlokzat
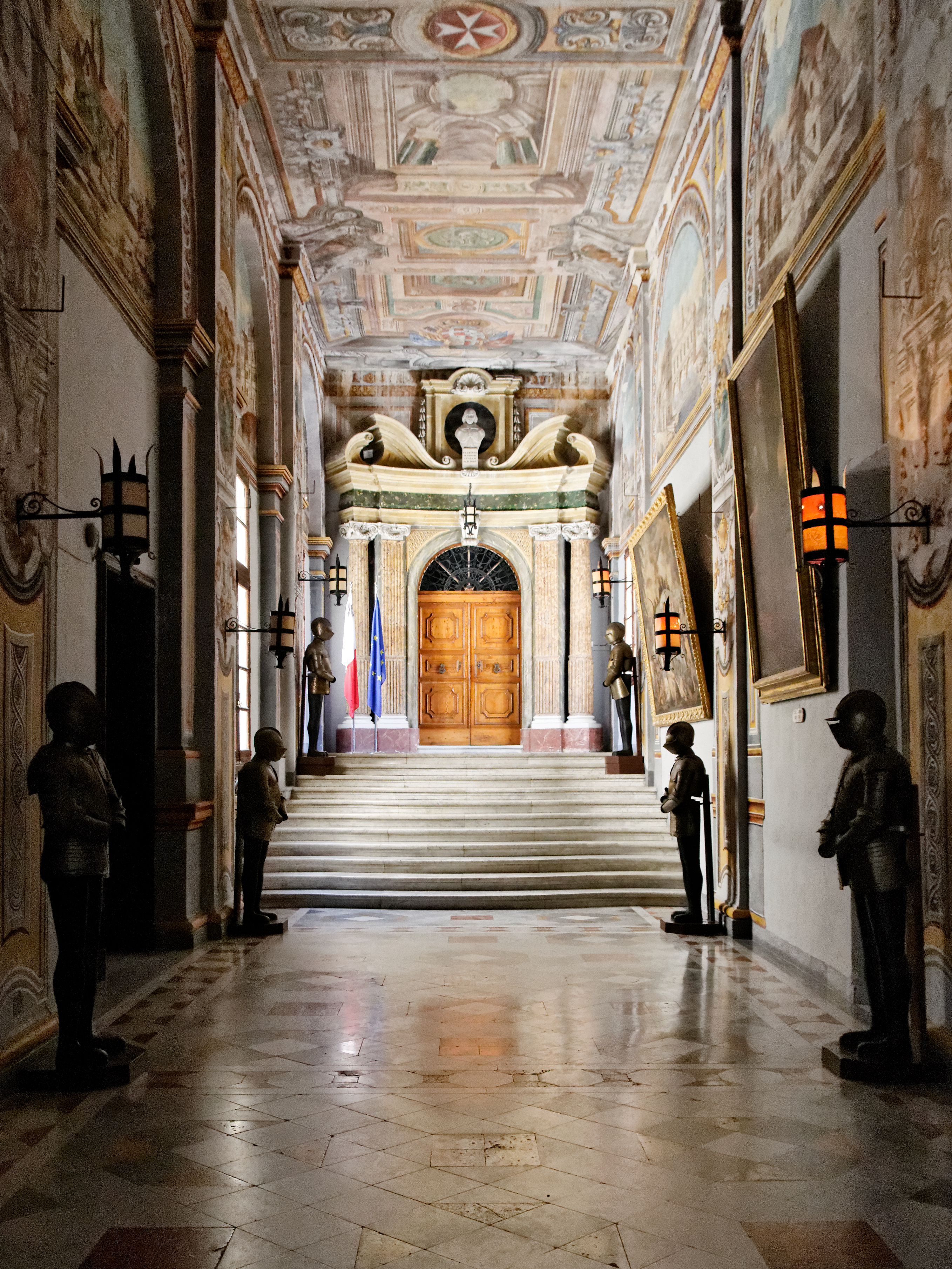
Díszfolyosó
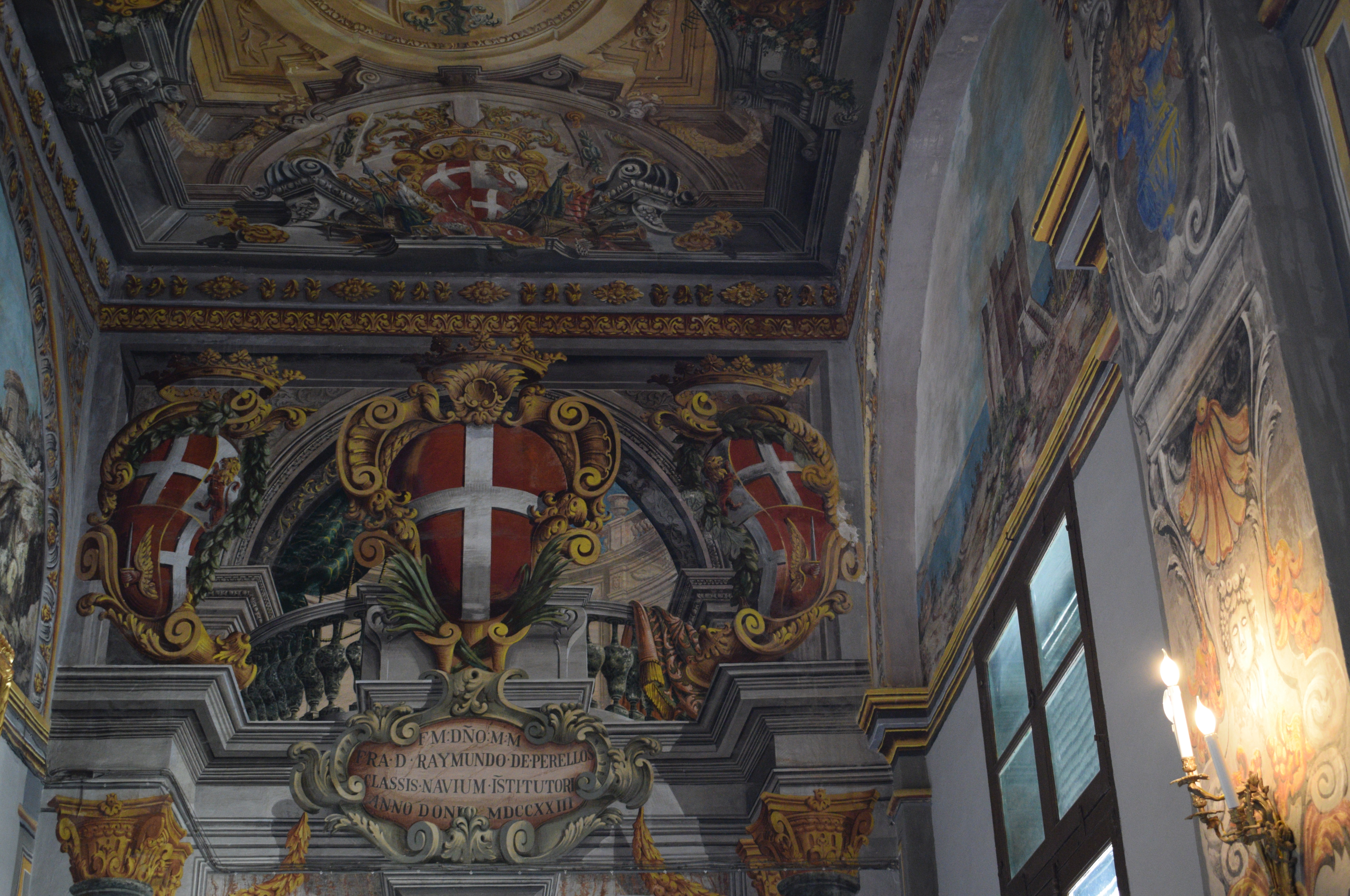
A nagymester termének mennyezetfreskói
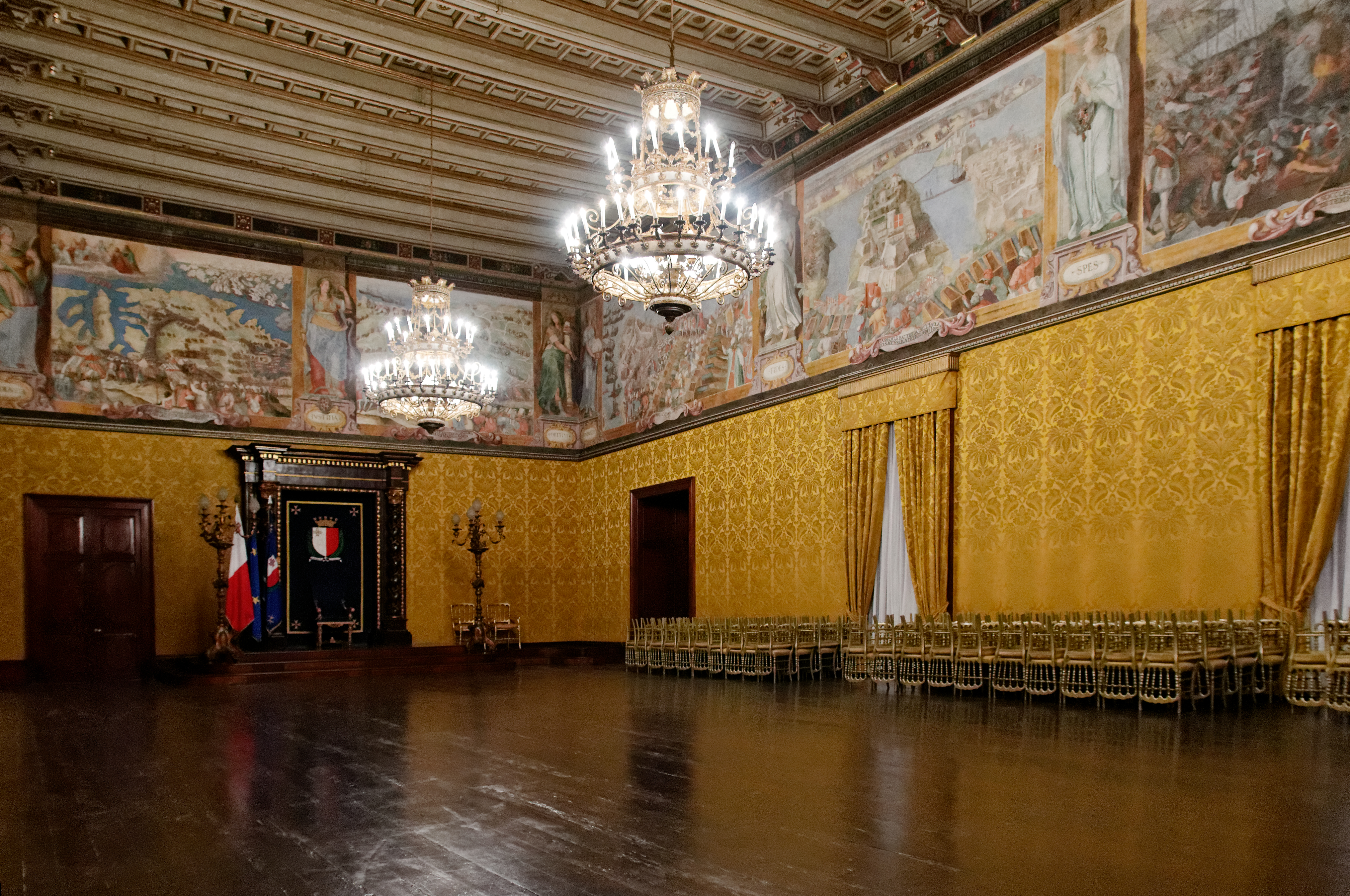
A trónterem
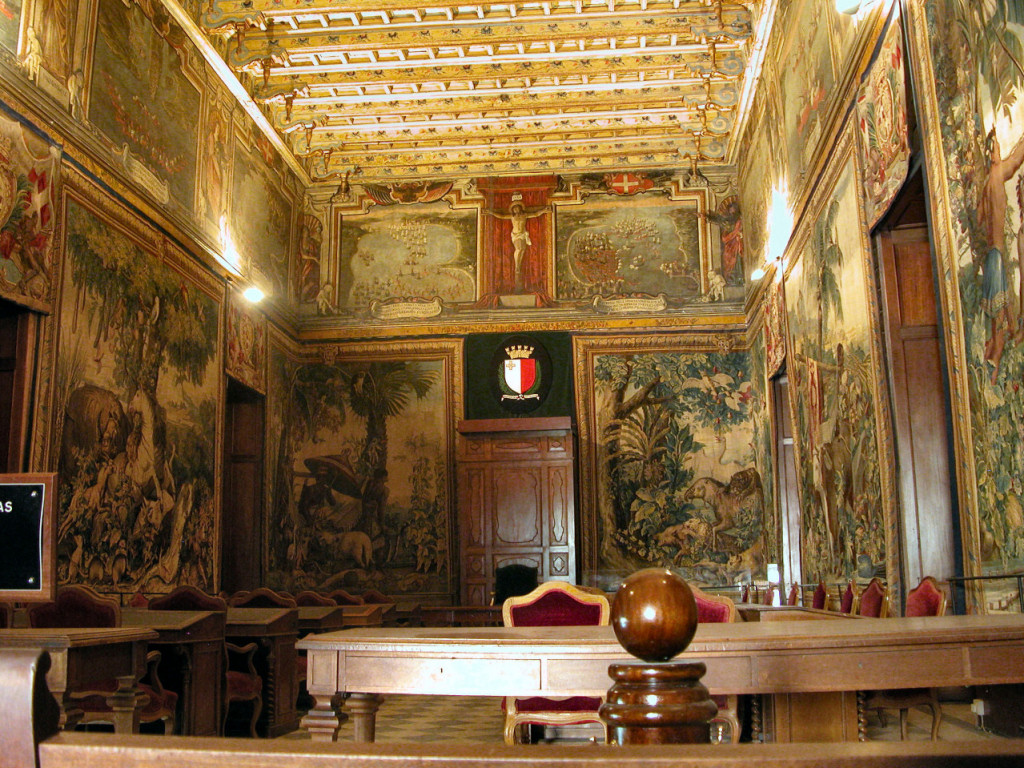
A gobelinterem
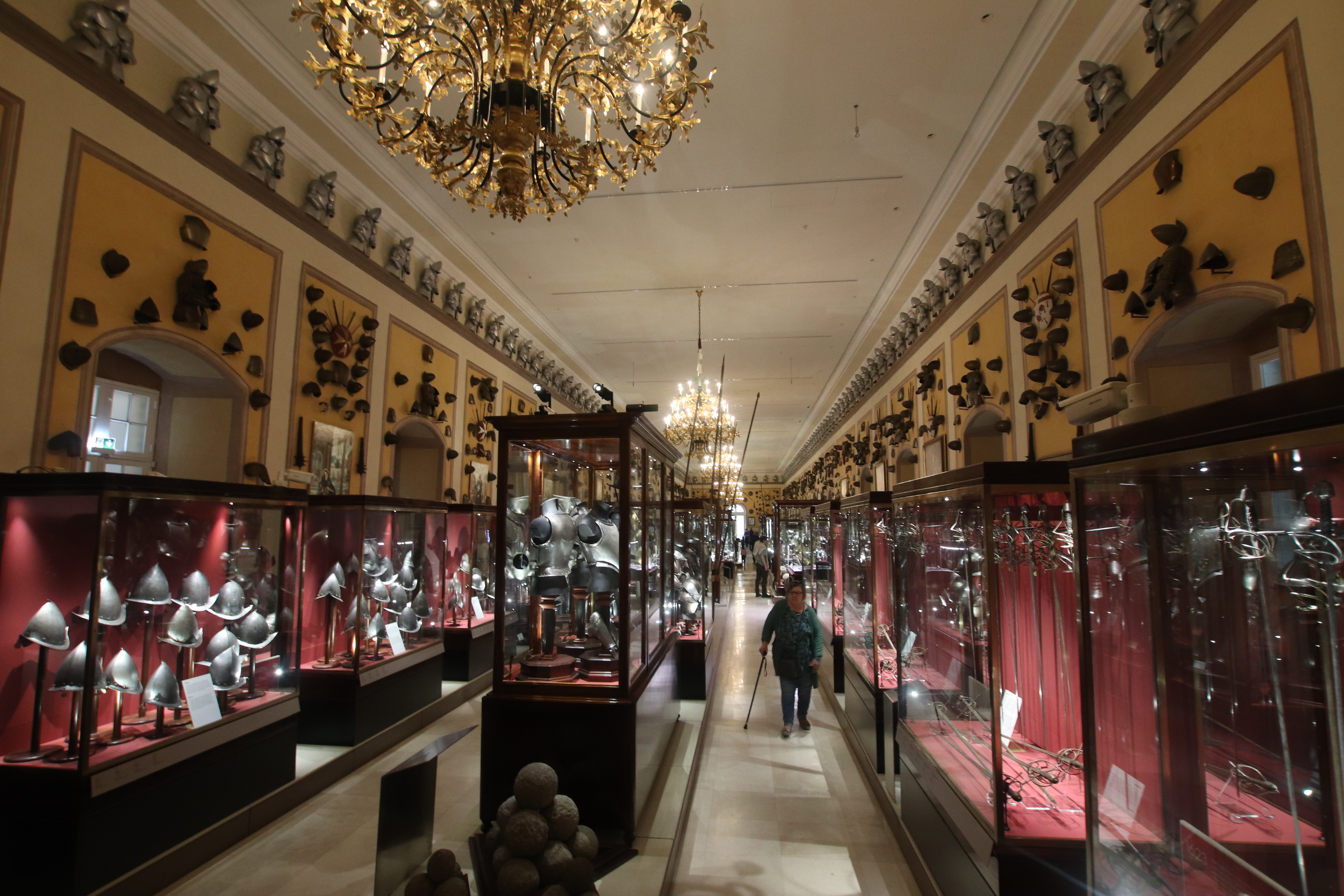
A felújított fegyvertár egyik terme
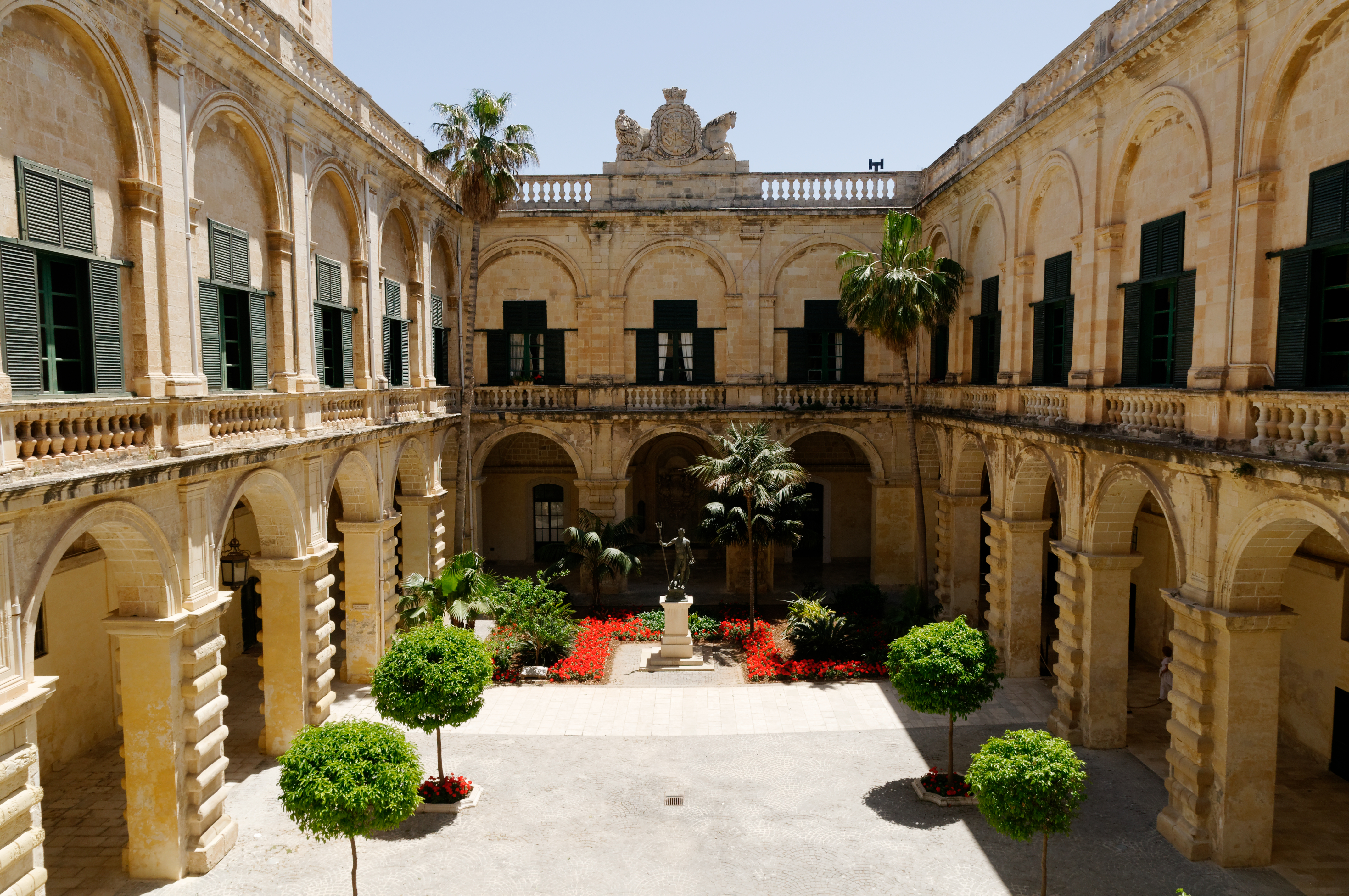
A Neptun-udvar
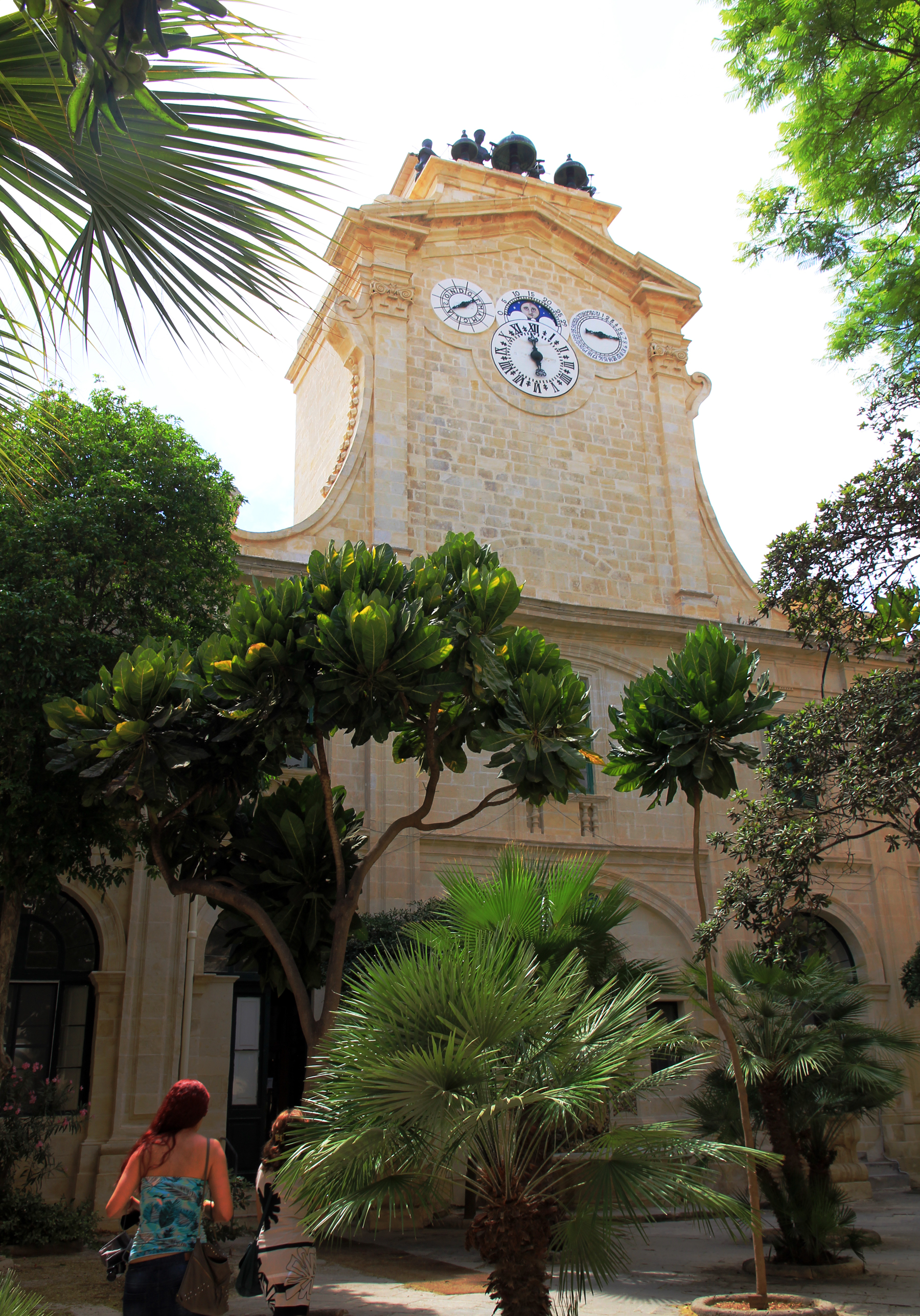
A különleges toronyóra

## Fordítás
- Ez a szócikk részben vagy egészben  a   Grandmaster's Palace, Valletta című angol Wikipédia-szócikk ezen változatának fordításán alapul.  Az eredeti cikk szerkesztőit annak laptörténete sorolja fel. Ez a jelzés csupán a megfogalmazás eredetét és a szerzői jogokat jelzi, nem szolgál a cikkben szereplő információk forrásmegjelöléseként.